# Berliner Schlittschuhclub

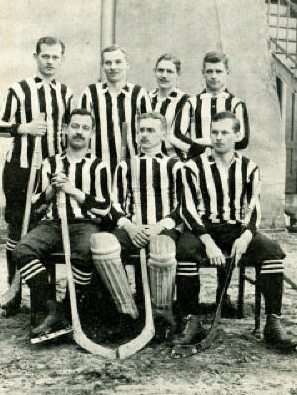
Berliner Schlittschuhclub v roce 1909.

Berliner SC (celým názvem: Berliner Schlittschuhclub) je německý sportovní klub, který sídlí v berlínském městském obvodu Charlottenburg-Wilmersdorf. Založen byl v roce 1893 a zařadil se tak mezi první kluby zimních sportů v Německu. V roce 1983 byl z klubu vyčleněn mužský oddíl ledního hokeje, který začal vystupovat pod názvem BSC Preussen. K obnovení klubu došlo v roce 2007 pod názvem Berliner SC 2007 Eissport. Svůj současný název nese od roku 2008. BSC je s dvaceti mistrovskými tituly rekordmanem německého klubového hokeje (poslední titul v roce 1976). Klubové barvy jsou černá, bílá a červená.
Mimo mužský oddíl ledního hokeje má sportovní klub i jiné oddíly, mj. oddíl inline hokeje, krasobruslení a curlingu.

## Historické názvy
Zdroj: 
- 1893 – Berliner SC (Berliner Schlittschuhclub)
- 1908 – založení oddílu ledního hokeje
- 1944 – KSG Berliner SC/Brandenburg Berlin (Kriegsspielgemeinschaft Berliner Schlittschuhclub/Brandenburg Berlin)
- 1945 – zánik
- 1946 – obnovena činnost pod názvem Berliner SC (Berliner Schlittschuhclub e. V.)
- 1983 – vyčlenění oddílu ledního hokeje do BSC Preussen
- 2007 – zánik
- 2007 – obnovena činnost pod názvem Berliner SC 2007 Eissport (Berliner Schlittschuh-Club 2007 Eissport)
- 2008 – ESC Berlin 2007 (Eissport und Schlittschuh-Club 2007 Berlin)

## Získané trofeje

### Vyhrané domácí soutěže
- Meisterschaft / Bundesliga / DEL ( 20× )
  - 1912, 1913, 1914, 1920, 1921, 1923, 1924, 1925, 1926, 1928, 1929, 1930, 1931, 1932, 1933, 1936, 1937, 1944 (společně s SC Brandenburg), 1973/74, 1975/76

### Vyhrané mezinárodní soutěže
- Spenglerův pohár ( 3× )
  - 1924, 1926, 1928

## Přehled ligové účasti

### Berliner Schlittschuhclub (1893–2007)
Stručný přehled
Zdroj: 
- 1912–1926: Deutsche Eishockey-Meisterschaft (1. ligová úroveň v Německu)
- 1928–1944: Deutsche Eishockey-Meisterschaft (1. ligová úroveň v Německu)
- 1950–1951: Eishockey-Oberliga Nord (1. ligová úroveň v Německu)
- 1957–1958: Eishockey-Landesliga (3. ligová úroveň v Německu)
- 1958–1966: Eishockey-Oberliga (2. ligová úroveň v Německu)
- 1966–1967: Eishockey-Bundesliga West (1. ligová úroveň v Německu)
- 1967–1969: Eishockey-Oberliga Nord (2. ligová úroveň v Německu)
- 1969–1970: Eishockey-Regionalliga Nord (3. ligová úroveň v Německu)
- 1970–1972: Eishockey-Oberliga (2. ligová úroveň v Německu)
- 1972–1982: Eishockey-Bundesliga (1. ligová úroveň v Německu)
- 1983–1984: Eishockey-Regionalliga Nord (4. ligová úroveň v Německu)
- 1984–1987: Eishockey-Oberliga Nord (3. ligová úroveň v Německu)
- 1987–1991: Landesliga Berlin (5. ligová úroveň v Německu)
- 1991–1992: Eishockey-Regionalliga Nord (4. ligová úroveň v Německu)
- 1992–1994: Eishockey-Oberliga Nord (3. ligová úroveň v Německu)
- 1994–1996: Eishockey-Regionalliga Nord (4. ligová úroveň v Německu)
- 1996–1997: 2. Eishockey-Liga Nord (3. ligová úroveň v Německu)
- 1999–2001: Eishockey-Regionalliga Nordost (4. ligová úroveň v Německu)
- 2005–2006: Eishockey-Verbandsliga Nordost (5. ligová úroveň v Německu)
- 2006–2007: Eishockey-Verbandsliga Nord (5. ligová úroveň v Německu)

Jednotlivé ročníky
Zdroj: 
Legenda: ZČ - základní část, červené podbarvení - sestup, zelené podbarvení - postup, fialové podbarvení - reorganizace, změna skupiny či soutěže
| Německé císařství (1912 – 1918)                                                                       |                                                                                             |                                                                                             |                                                                                             |                                                                                             |                                                                                             |
| Sezóny                                                                                                | Soutěž                                                                                      | Úroveň                                                                                      | ZČ                                                                                          | Play-off                                                                                    | Poznámky                                                                                    |
| 1912                                                                                                  | Deutsche Meisterschaft                                                                      | 1. úroveň                                                                                   | nehráno                                                                                     | Vítěz                                                                                       |                                                                                             |
| 1913                                                                                                  | Deutsche Meisterschaft                                                                      | 1. úroveň                                                                                   | nehráno                                                                                     | Vítěz                                                                                       |                                                                                             |
| 1914                                                                                                  | Deutsche Meisterschaft                                                                      | 1. úroveň                                                                                   | nehráno                                                                                     | Vítěz                                                                                       |                                                                                             |
| V letech 1915–1918 nebylo kvůli bojům první světové války odehráno žádné mistrovství v ledním hokeji. |                                                                                             |                                                                                             |                                                                                             |                                                                                             |                                                                                             |
| Výmarská republika (1919 – 1933)                                                                      |                                                                                             |                                                                                             |                                                                                             |                                                                                             |                                                                                             |
| Sezóny                                                                                                | Soutěž                                                                                      | Úroveň                                                                                      | ZČ                                                                                          | Play-off                                                                                    | Poznámky                                                                                    |
| 1919                                                                                                  | V roce 1919 nebylo na území poválečného Německa odehráno žádné mistrovství v ledním hokeji. | V roce 1919 nebylo na území poválečného Německa odehráno žádné mistrovství v ledním hokeji. | V roce 1919 nebylo na území poválečného Německa odehráno žádné mistrovství v ledním hokeji. | V roce 1919 nebylo na území poválečného Německa odehráno žádné mistrovství v ledním hokeji. | V roce 1919 nebylo na území poválečného Německa odehráno žádné mistrovství v ledním hokeji. |
| 1920                                                                                                  | Deutsche Meisterschaft                                                                      | 1. úroveň                                                                                   | nehráno                                                                                     | Finálová skupina (1. místo)                                                                 |                                                                                             |
| 1921                                                                                                  | Deutsche Meisterschaft                                                                      | 1. úroveň                                                                                   | nehráno                                                                                     | Vítěz                                                                                       |                                                                                             |
| 1922                                                                                                  | Deutsche Meisterschaft                                                                      | 1. úroveň                                                                                   | nehráno                                                                                     | Finálová skupina (2. místo)                                                                 |                                                                                             |
| 1923                                                                                                  | Deutsche Meisterschaft                                                                      | 1. úroveň                                                                                   | nehráno                                                                                     | Vítěz                                                                                       |                                                                                             |
| 1924                                                                                                  | Deutsche Meisterschaft                                                                      | 1. úroveň                                                                                   | nehráno                                                                                     | Vítěz                                                                                       |                                                                                             |
| 1925                                                                                                  | Deutsche Meisterschaft                                                                      | 1. úroveň                                                                                   | nehráno                                                                                     | Finálová skupina (1. místo)                                                                 |                                                                                             |
| 1926                                                                                                  | Deutsche Meisterschaft                                                                      | 1. úroveň                                                                                   | nehráno                                                                                     | Vítěz                                                                                       |                                                                                             |
| ...                                                                                                   |                                                                                             |                                                                                             |                                                                                             |                                                                                             |                                                                                             |
| 1928                                                                                                  | Deutsche Meisterschaft                                                                      | 1. úroveň                                                                                   | nehráno                                                                                     | Vítěz                                                                                       |                                                                                             |
| 1929                                                                                                  | Deutsche Meisterschaft                                                                      | 1. úroveň                                                                                   | nehráno                                                                                     | Vítěz                                                                                       |                                                                                             |
| 1930                                                                                                  | Deutsche Meisterschaft                                                                      | 1. úroveň                                                                                   | nehráno                                                                                     | Vítěz                                                                                       |                                                                                             |
| 1931                                                                                                  | Deutsche Meisterschaft                                                                      | 1. úroveň                                                                                   | nehráno                                                                                     | Vítěz                                                                                       |                                                                                             |
| 1932                                                                                                  | Deutsche Meisterschaft                                                                      | 1. úroveň                                                                                   | nehráno                                                                                     | Finálová skupina (1. místo)                                                                 |                                                                                             |
| 1933                                                                                                  | Deutsche Meisterschaft                                                                      | 1. úroveň                                                                                   | nehráno                                                                                     | Vítěz                                                                                       |                                                                                             |
| Velkoněmecká říše (1934 – 1944)                                                                       |                                                                                             |                                                                                             |                                                                                             |                                                                                             |                                                                                             |
| Sezóny                                                                                                | Soutěž                                                                                      | Úroveň                                                                                      | ZČ                                                                                          | Play-off                                                                                    | Poznámky                                                                                    |
| 1934                                                                                                  | Deutsche Meisterschaft                                                                      | 1. úroveň                                                                                   | nehráno                                                                                     | Zápas o 3. místo (prohra)                                                                   |                                                                                             |
| 1935                                                                                                  | Deutsche Meisterschaft                                                                      | 1. úroveň                                                                                   | nehráno                                                                                     | Základní skupina A (3. místo)                                                               |                                                                                             |
| 1936                                                                                                  | Deutsche Meisterschaft                                                                      | 1. úroveň                                                                                   | nehráno                                                                                     | Vítěz                                                                                       |                                                                                             |
| 1937                                                                                                  | Deutsche Meisterschaft                                                                      | 1. úroveň                                                                                   | nehráno                                                                                     | Vítěz                                                                                       |                                                                                             |
| 1938                                                                                                  | Deutsche Meisterschaft                                                                      | 1. úroveň                                                                                   | nehráno                                                                                     | Zápas o 2. místo (prohra)                                                                   |                                                                                             |
| 1939                                                                                                  | Deutsche Meisterschaft                                                                      | 1. úroveň                                                                                   | nehráno                                                                                     | Finále                                                                                      |                                                                                             |
| 1940                                                                                                  | Deutsche Meisterschaft                                                                      | 1. úroveň                                                                                   | nehráno                                                                                     | Finálová skupina (2. místo)                                                                 |                                                                                             |
| 1941                                                                                                  | Deutsche Meisterschaft                                                                      | 1. úroveň                                                                                   | nehráno                                                                                     | Semifinále                                                                                  |                                                                                             |
| 1942                                                                                                  | Deutsche Meisterschaft                                                                      | 1. úroveň                                                                                   | nehráno                                                                                     | Základní skupina C (2. místo)                                                               | Soutěž nedohrána                                                                            |
| 1943                                                                                                  | Deutsche Meisterschaft                                                                      | 1. úroveň                                                                                   | nehráno                                                                                     | Čtvrtfinále                                                                                 | Soutěž nedohrána                                                                            |
| 1944                                                                                                  | Deutsche Meisterschaft                                                                      | 1. úroveň                                                                                   | nehráno                                                                                     | Vítěz                                                                                       |                                                                                             |
| ...                                                                                                   |                                                                                             |                                                                                             |                                                                                             |                                                                                             |                                                                                             |
| Německo (1950 – 2007)                                                                                 |                                                                                             |                                                                                             |                                                                                             |                                                                                             |                                                                                             |
| Sezóny                                                                                                | Soutěž                                                                                      | Úroveň                                                                                      | ZČ                                                                                          | Play-off                                                                                    | Poznámky                                                                                    |
| 1950/51                                                                                               | Oberliga Nord                                                                               | 1. úroveň                                                                                   | 4. místo                                                                                    |                                                                                             | Sestup                                                                                      |
| ...                                                                                                   |                                                                                             |                                                                                             |                                                                                             |                                                                                             |                                                                                             |
| 1957/58                                                                                               | Landesliga                                                                                  | 3. úroveň                                                                                   | ?. místo                                                                                    |                                                                                             | Postup                                                                                      |
| 1958/59                                                                                               | Oberliga                                                                                    | 2. úroveň                                                                                   | 7. místo                                                                                    |                                                                                             |                                                                                             |
| 1959/60                                                                                               | Oberliga                                                                                    | 2. úroveň                                                                                   | 9. místo                                                                                    |                                                                                             |                                                                                             |
| 1960/61                                                                                               | Oberliga                                                                                    | 2. úroveň                                                                                   | 6. místo                                                                                    |                                                                                             |                                                                                             |
| 1961/62                                                                                               | Oberliga                                                                                    | 2. úroveň                                                                                   | 12. místo                                                                                   | Baráž o Oberligu (výhra)                                                                    |                                                                                             |
| 1962/63                                                                                               | Oberliga                                                                                    | 2. úroveň                                                                                   | 6. místo                                                                                    |                                                                                             |                                                                                             |
| 1963/64                                                                                               | Oberliga                                                                                    | 2. úroveň                                                                                   | 7. místo                                                                                    |                                                                                             |                                                                                             |
| 1964/65                                                                                               | Oberliga                                                                                    | 2. úroveň                                                                                   | 8. místo                                                                                    |                                                                                             |                                                                                             |
| 1965/66                                                                                               | Oberliga                                                                                    | 2. úroveň                                                                                   | 1. místo                                                                                    |                                                                                             | Postup                                                                                      |
| 1966/67                                                                                               | Bundesliga West                                                                             | 1. úroveň                                                                                   | 5. místo                                                                                    | Baráž o Bundesligu West (4. místo)                                                          | Sestup                                                                                      |
| 1967/68                                                                                               | Oberliga Nord                                                                               | 2. úroveň                                                                                   | 3. místo                                                                                    | Baráž o Bundesligu West (4. místo)                                                          |                                                                                             |
| 1968/69                                                                                               | Oberliga Nord                                                                               | 2. úroveň                                                                                   | 3. místo                                                                                    | Baráž o Bundesligu West (6. místo)                                                          | Odstoupení                                                                                  |
| 1969/70                                                                                               | Regionalliga Nord                                                                           | 3. úroveň                                                                                   | 3. místo                                                                                    | Baráž o Oberligu Nord (4. místo)                                                            | Postup                                                                                      |
| 1970/71                                                                                               | Oberliga                                                                                    | 2. úroveň                                                                                   | 14. místo                                                                                   |                                                                                             |                                                                                             |
| 1971/72                                                                                               | Oberliga                                                                                    | 2. úroveň                                                                                   | 1. místo                                                                                    |                                                                                             | Postup                                                                                      |
| 1972/73                                                                                               | Bundesliga                                                                                  | 1. úroveň                                                                                   | 6. místo                                                                                    |                                                                                             |                                                                                             |
| 1973/74                                                                                               | Bundesliga                                                                                  | 1. úroveň                                                                                   | 1. místo                                                                                    |                                                                                             |                                                                                             |
| 1974/75                                                                                               | Bundesliga                                                                                  | 1. úroveň                                                                                   | 2. místo                                                                                    |                                                                                             |                                                                                             |
| 1975/76                                                                                               | Bundesliga                                                                                  | 1. úroveň                                                                                   | 1. místo                                                                                    |                                                                                             |                                                                                             |
| 1976/77                                                                                               | Bundesliga                                                                                  | 1. úroveň                                                                                   | 4. místo                                                                                    | Finálová skupina (5. místo)                                                                 |                                                                                             |
| 1977/78                                                                                               | Bundesliga                                                                                  | 1. úroveň                                                                                   | 4. místo                                                                                    | Finálová skupina (2. místo)                                                                 |                                                                                             |
| 1978/79                                                                                               | Bundesliga                                                                                  | 1. úroveň                                                                                   | 5. místo                                                                                    | Finálová skupina (3. místo)                                                                 |                                                                                             |
| 1979/80                                                                                               | Bundesliga                                                                                  | 1. úroveň                                                                                   | 5. místo                                                                                    | Finálová skupina (5. místo)                                                                 |                                                                                             |
| 1980/81                                                                                               | Bundesliga                                                                                  | 1. úroveň                                                                                   | 4. místo                                                                                    | Čtvrtfinále                                                                                 |                                                                                             |
| 1981/82                                                                                               | Bundesliga                                                                                  | 1. úroveň                                                                                   | 7. místo                                                                                    | Čtvrtfinále                                                                                 | Odstoupení                                                                                  |
| ...                                                                                                   |                                                                                             |                                                                                             |                                                                                             |                                                                                             |                                                                                             |
| 1983/84                                                                                               | Regionalliga Nord                                                                           | 4. úroveň                                                                                   | 2. místo                                                                                    | Baráž o Oberligu Nord, sk. A (3. místo)                                                     | Postup                                                                                      |
| 1984/85                                                                                               | Oberliga Nord                                                                               | 3. úroveň                                                                                   | 10. místo                                                                                   | Baráž o Oberligu Nord, sk. A (4. místo)                                                     |                                                                                             |
| 1985/86                                                                                               | Oberliga Nord                                                                               | 3. úroveň                                                                                   | 6. místo                                                                                    | Baráž o 2. Bundesligu Nord, sk. A (5. místo)                                                |                                                                                             |
| 1986/87                                                                                               | Oberliga Nord                                                                               | 3. úroveň                                                                                   | 8. místo                                                                                    | Baráž o Oberligu Nord, sk. B (2. místo)                                                     | Odstoupení                                                                                  |
| 1987/88                                                                                               | Landesliga Berlin                                                                           | 5. úroveň                                                                                   | ?. místo                                                                                    |                                                                                             |                                                                                             |
| 1988/89                                                                                               | Landesliga Berlin                                                                           | 5. úroveň                                                                                   | ?. místo                                                                                    |                                                                                             |                                                                                             |
| 1989/90                                                                                               | Landesliga Berlin                                                                           | 5. úroveň                                                                                   | ?. místo                                                                                    |                                                                                             |                                                                                             |
| 1990/91                                                                                               | Landesliga Berlin                                                                           | 5. úroveň                                                                                   | ?. místo                                                                                    |                                                                                             | Postup                                                                                      |
| 1991/92                                                                                               | Regionalliga Nord                                                                           | 4. úroveň                                                                                   | 3. místo                                                                                    | Baráž o Regionalligu Nord, sk. B (3. místo)                                                 | Postup                                                                                      |
| 1992/93                                                                                               | Oberliga Nord                                                                               | 3. úroveň                                                                                   | 13. místo                                                                                   | Baráž o Oberligu Nord (2. místo)                                                            |                                                                                             |
| 1993/94                                                                                               | Oberliga Nord                                                                               | 3. úroveň                                                                                   | 16. místo                                                                                   |                                                                                             | Odstoupení                                                                                  |
| 1994/95                                                                                               | Regionalliga Nord                                                                           | 4. úroveň                                                                                   | ?. místo                                                                                    |                                                                                             |                                                                                             |
| 1995/96                                                                                               | Regionalliga Nord                                                                           | 4. úroveň                                                                                   | ?. místo                                                                                    |                                                                                             | Postup                                                                                      |
| 1996/97                                                                                               | 2. Eishockey-Liga Nord                                                                      | 3. úroveň                                                                                   | 2. místo                                                                                    | Baráž o 1. Ligu Nord (6. místo)                                                             | Odstoupení                                                                                  |
| ...                                                                                                   |                                                                                             |                                                                                             |                                                                                             |                                                                                             |                                                                                             |
| 1999/00                                                                                               | Regionalliga Nordost                                                                        | 4. úroveň                                                                                   | 9. místo                                                                                    |                                                                                             |                                                                                             |
| 2000/01                                                                                               | Regionalliga Nordost                                                                        | 4. úroveň                                                                                   | 12. místo                                                                                   |                                                                                             | Odstoupení                                                                                  |
| ...                                                                                                   |                                                                                             |                                                                                             |                                                                                             |                                                                                             |                                                                                             |
| 2005/06                                                                                               | Verbandsliga Nordost                                                                        | 5. úroveň                                                                                   | ?. místo                                                                                    |                                                                                             |                                                                                             |
| 2006/07                                                                                               | Verbandsliga Nord                                                                           | 5. úroveň                                                                                   | ?. místo                                                                                    |                                                                                             |                                                                                             |

### ESC Berlin 2007 (2007– )
Stručný přehled
Zdroj: 
- 2007–2008: Eishockey-Regionalliga Ost (4. ligová úroveň v Německu)
- 2008–2010: Eishockey-Landesliga Berlin (5. ligová úroveň v Německu)
- 2010–2011: Eishockey-Sachsenliga (4. ligová úroveň v Německu)
- 2011–2018: Eishockey-Regionalliga Ost (4. ligová úroveň v Německu)
- 2018– : Eishockey-Landesliga Berlin (5. ligová úroveň v Německu)

Jednotlivé ročníky
Zdroj: 
Legenda: ZČ - základní část, červené podbarvení - sestup, zelené podbarvení - postup, fialové podbarvení - reorganizace, změna skupiny či soutěže
| Německo (2007 – ) |                   |           |          |                                         |              |
| Sezóny            | Soutěž            | Úroveň    | ZČ       | Play-off                                | Poznámky     |
| 2007/08           | Regionalliga Ost  | 4. úroveň | 6. místo |                                         | Sestup       |
| 2008/09           | Landesliga Berlin | 5. úroveň | ?. místo |                                         |              |
| 2009/10           | Landesliga Berlin | 5. úroveň | ?. místo |                                         | Postup       |
| 2010/11           | Sachsenliga       | 4. úroveň | 2. místo | Vítěz                                   | Reorganizace |
| 2011/12           | Regionalliga Ost  | 4. úroveň | 3. místo | Baráž o Oberligu Nord, sk. B (4. místo) |              |
| 2012/13           | Regionalliga Ost  | 4. úroveň | 2. místo |                                         |              |
| 2013/14           | Regionalliga Ost  | 4. úroveň | 3. místo |                                         |              |
| 2014/15           | Regionalliga Ost  | 4. úroveň | 7. místo |                                         |              |
| 2015/16           | Regionalliga Ost  | 4. úroveň | 6. místo |                                         |              |
| 2016/17           | Regionalliga Ost  | 4. úroveň | 5. místo |                                         |              |
| 2017/18           | Regionalliga Ost  | 4. úroveň | 7. místo |                                         | Odstoupení   |
| 2018/19           | Landesliga Berlin | 5. úroveň |          |                                         |              |

## Účast v mezinárodních pohárech
Zdroj: 
Legenda: SP - Spenglerův pohár, EHP - Evropský hokejový pohár, EHL - Evropská hokejová liga, SSix - Super six, IIHFSup - IIHF Superpohár, VC - Victoria Cup, HLMI - Hokejová liga mistrů IIHF, ET - European Trophy, HLM - Hokejová liga mistrů, KP – Kontinentální pohár
- SP 1923 – Základní skupina (2. místo)
- SP 1924 – Finále
- SP 1926 – Základní skupina (1. místo)
- SP 1927 – Základní skupina (2. místo)
- SP 1928 – Finále
- SP 1929 – Zápas o 3. místo
- SP 1931 – Finále
- SP 1936 – Zápas o 3. místo
- SP 1937 – Zápas o 3. místo
- SP 1941 – Základní skupina (2. místo)
- EHP 1974/1975 – 3. kolo
- EHP 1976/1977 – 3. kolo